# Syagrus insignis
Syagrus insignis é uma espécie de planta do gênero Syagrus e da família Arecaceae.
Palmeira nativa da Floresta Ombrófila Densa, nos estados do Rio de Janeiro e Espirito Santo. Cresce entre 1000-1800 metros de altitude, em locais com um curto período mais seco. 
Semelhante à espécie Syagrus weddelliana, porém, é uma planta mais robusta (porte, folhas e inflorescências maiores), com bráctea peduncular, bainhas e parte abaxial da raque das folhas recobertas por indumento lanuginoso quase preto. Outra característica diferencial pode ser observada nas plântulas. Syagrus weddelliana possui um pequeno eófilo (5 centímetros) lanceolado, suas folhas subsequentes são sempre pinadas; Syagrus insignis apresenta um eófilo maior (> 10 centímetros) e segue emitindo folhas lanceoladas durante um longo período de vida (até 30 centímetros de altura), como em outros Syagrus e grande porte.

## Taxonomia
A espécie foi descrita em 1916 por Odoardo Beccari.
Os seguintes sinônimos já foram catalogados:  
- Glaziova insignis  Drude
- Lytocaryum insigne  (Drude) Toledo
- Microcoelum insigne  (Devansaye) Burret & Potztal
- Calappa insignis  (Drude) Kuntze

## Forma de vida
É uma espécie terrícola e de palmeira.

## Descrição
Porte pequeno ou moderado,  de4-12 metros de altura. Estipe solitário, com superfície lisa, anelado, ou com bainhas persistentes durante muitos anos. Ela tem folhas dispostas em espiral ao redor do estipe, 8-20 contemporâneas, levemente arqueada; pecíolo de 40-50 centímetros de comprimento; raque de 80-100 centímetros de comprimento, levemente arqueada, recoberta por indumento lanuginoso, quase preto na face abaxial; pinas membranáceas, rígidas, lineares, 40-65 pinas de cada lado, verde-escuras, brilhantes, discolores, prateadas e com tomento preto abaxialmente, ápice assimétrico, distribuídas uniformemente ao longo da raque e dispostas em um único plano, as da parte mediana da raque com 20-30 x 0,9-1,5 centímetros.
Sua inflorescência é andrógina, ereta ou pendente, interfoliar; profilo 30-40 x 1,5-3 centímetros; bráctea peduncular sulcada, densamente recoberta por um indumento lanuginoso quase preto, 65-73 centímetros de comprimento total, parte expandida 35-65 x 3-6,6 centímetros;  pedúnculo coberto por um tomento esparso, de cor acastanhada logo após a antese, 35-88 x 0,4-1 centímetros; raque 18-33 centímetros de comprimento, ramificada ao nível de primeira ordem; 18-65, ráquilas  as da parte mediana da raque 12-25 centímetros de comprimento. Flores, estaminadas de 2,5-5 milímetros de comprimento, pistiladas. Frutos globosos ou ligeiramente ovoides, 1,8-2,3 x 1,6-2 centímetros; epicarpo esverdeado, finamente recoberto por tomento castanho escuro, especialmente no ápice. Endocarpo globoso, não ósseo, frágil, superfície exterior lisa. Endosperma regular, homogêneo.
| Caule                  | Caule |
| ---------------------- | --- |
| superfície             | lisa/com remanescente das bainha foliar |
| tipo                   | solitário/aéreo |
| Folha                  | |
| pinada                 | verde |
| bainha                 | persistente/decídua/com disposição helicoidal no estipe/com margem fibrosa |
| pecíolo                | com margem inerme |
| raque foliar           | levemente arqueada |
| pinas                  | coriácea membranácea/inserida em 1 ângulo na raque/com disposição uniforme/rígida/com ápice agudo ou arredondado ou emarginado assimétrico/verde escura/discolor/face abaxial prateada |
| Inflorescência         | |
| forma                  | paniculada/ereta/pendente |
| infrutescência exposta | interfoliar |
| espádice               | sulcada/lanuginosa |
| raque                  | esparsamente tomentosa |
| ráquila                | disposição helicoidal na raque |
| Fruto                  | |
| formato                | globoso/ovoide |
| epicarpo               | esverdeado/tomentoso/fendido na extremidade quando maduro |
| mesocarpo              | fibroso |
| endocarpo              | não lenhoso/globoso |
| endosperma             | homogêneo |

## Conservação
A espécie faz parte da Lista Vermelha das espécies ameaçadas do estado do Espírito Santo, no sudeste do Brasil. A lista foi publicada em 13 de junho de 2005 por intermédio do decreto estadual nº 1.499-R.

## Distribuição
A espécie é encontrada nos estados brasileiros de Espírito Santo e Rio de Janeiro.
Em termos ecológicos, é encontrada no domínio fitogeográfico de Mata Atlântica, em regiões com vegetação de mata ciliar e floresta ombrófila pluvial.